# Corythucha tuthilli
Corythucha tuthilli är en insektsart som beskrevs av Drake 1940. Corythucha tuthilli ingår i släktet Corythucha och familjen nätskinnbaggar. Inga underarter finns listade i Catalogue of Life.